# Alphonsea cylindrica
Alphonsea cylindrica är en kirimojaväxtart som beskrevs av George King. Alphonsea cylindrica ingår i släktet Alphonsea och familjen kirimojaväxter. Inga underarter finns listade i Catalogue of Life.